# Zhifu
Der Stadtbezirk Zhifu (chinesisch 芝罘区, Pinyin Zhīfú Qū) ist ein Stadtbezirk in der ostchinesischen Provinz Shandong, der zum Verwaltungsgebiet der bezirksfreien Stadt Yantai gehört. Er hat eine Fläche von 172 km² und zählt 830.054 Einwohner (Stand: Zensus 2010).
Die historische Bezeichnung im Westen „Tschifu“, „Chefoo“ etc. bezieht sich auf eine Bezeichnung aus der Kaiserzeit für die heutige Gegend von Yantai. Nach den Aufzeichnungen im Shiji besuchte der Kaiser Qin Shihuangdi im 28. Regierungsjahr (219 v. Chr.) bei seiner „Östliche Inspektion des Reiches“ (東巡 / 东巡) diesen Ort und bestieg den Berg Zhīfú (之罘山) auf der gleichnamigen Insel. Seit jener Zeit bis zum Ende der Qing-Dynastie benutzten chinesischen Quellen für dieses Gebiet die Bezeichnung „Zhifu“. Aufgrund der frühen Öffnung der Hafenstadt für den Handel mit dem Westen gelangte die historische Bezeichnung zuerst in die Karten der westlichen Kaufleute und fand Eingang in die Encyclopædia Britannica.

## Administrative Gliederung
Auf Gemeindeebene setzt sich der Stadtbezirk aus zwölf Straßenvierteln zusammen. 